# Роберт Віктор фон Путткамер
Роберт Віктор фон Путткаммер (нім. Robert Viktor von Puttkamer; 1828—1900) — прусський державний діяч.

## Біографія
Був послідовно ландратом, регірунс-президентом і обер-президентом Сілезії. У 1873-91 роках, з перервами, був депутатом рейхстагу, де виступав рішучим і різким, але мало талановитим діячем консервативної партії.
У 1879 році був призначений замість Фалька прусським міністром культури; в 1880 році ввів в прусських школах кілька спрощену систему правопису — так звану Путткаммеровську орфографію. У 1881 році був призначений міністром внутрішніх справ і віце-президентом прусського міністерства. Удосконалив політичну поліцію, з крайньою суворістю застосовував антисоціалістичний закон. Під час виборів (особливо 1887 року) допускав грубий тиск на виборців і викликав проти себе надзвичайну ненависть. Відставка, дана йому в 1888 році смертельно хворим Фрідріхом III, який процарствовав тільки 99 дні, ставиться останньому в особливу заслугу.
Вільгельм II призначив Путткаммера в 1891 році обер-президентом Померанії, яка, внаслідок проштовхування ним суворого поліцейського режиму, отримала кличку «Путткаммерун».
1. 1 2 3 4  Catalog of the German National Library